# Modulus nodosus
Modulus nodosus là một loài ốc biển, là động vật thân mềm chân bụng sống ở biển thuộc họ Modulidae.

## Miêu tả
Độ dài vỏ lớn nhất ghi nhận được là 29.9 mm.

## Môi trường sống
Độ sâu nhỏ nhất ghi nhận được là 10 m. Độ sâu lớn nhất ghi nhận được là 30 m.